# Microdebilissa simplicicollis
Microdebilissa simplicicollis är en skalbaggsart som beskrevs av J. Linsley Gressitt 1951. Microdebilissa simplicicollis ingår i släktet Microdebilissa och familjen långhorningar. Inga underarter finns listade i Catalogue of Life.